# Kemp Rock
Der Kemp Rock ist eine Felseninsel im Rossmeer vor der Borchgrevink-Küste des ostantarktischen Viktorialands. Sie liegt zwischen den Inseln Foyn Island und Bull Island in der Gruppe der Possession Islands südöstlich der Adare-Halbinsel.
Der United States Geological Survey kartierte sie anhand eigener Vermessungen und Luftaufnahmen der United States Navy aus den Jahren von 1960 bis 1963. Das Advisory Committee on Antarctic Names benannte sie 1969 nach William R. Kemp, Luftbildfotograf der Flugstaffel VX-6 beim Erkundungsflug über die Possession Islands am 18. Januar 1958.